# Mount Boda
Mount Boda är ett berg i Antarktis. Det ligger i Östantarktis. Australien gör anspråk på området. Toppen på Mount Boda är 690 meter över havet.
Terrängen runt Mount Boda är platt åt sydost, men åt nordväst är den kuperad. Trakten är obefolkad. Det finns inga samhällen i närheten.